# Чургулди
Чургулди́ (рос. Чургулды, башк. Сорғолдо) — село у складі Татишлинського району Башкортостану, Росія. Входить до складу Акбулатовської сільської ради.
Населення — 488 осіб (2010; 484 у 2002).
Національний склад:
- башкири — 96 %

У селі народився Герой Радянського Союзу Бадрутдінов Мінулла Бадрутдінович (1901—1943).